# ديرليس غونزاليس (لاعب كرة قدم)
ديرليس غونزاليس (بالإسبانية: Derlis Aníbal González)‏ هو لاعب كرة قدم باراغواياني في مركز الدفاع، ولد في 25 مايو 1978 في ايتاجوا في باراغواي. شارك مع منتخب باراغواي لكرة القدم. أما مع النوادي، فقد لعب مع أوليمبيا أسونسيون.

## وصلات خارجية
- ديرليس غونزاليس (لاعب كرة قدم) على موقع قاعدة بيانات كرة القدم.إي يو (الإنجليزية)
- ديرليس غونزاليس (لاعب كرة قدم) على موقع ناشيونال فوتبول تيمز (الإنجليزية)